# Бельгия на «Евровидении-1958»
Бельгия принимала участие на «Евровидении 1958», проходившем в Хилверсюме, Нидерланды, 12 марта 1958 года. На конкурсе её представлял Фуд Леклерк с песней «Ma petite chatte», выступивший седьмым. В этом году страна заняла пятое место, получив 8 баллов. Комментаторами конкурса в этом году были Арлетт Винсент (INR) и Ник Баль (NIR). Глашатаем стал Поль Эрреман.
Леклерк выступал в сопровождении оркестра под руководством Дольфа ван дер Линдена.

## Отбор
Фуд Леклерк был выбран путём национального отбора 19 февраля 1958 года. Большая часть данных о проведении отбора была утеряна. Известно, что конкурсантов было 10, пятеро было отобрано зрителями, а затем, путём голосования жюри, был выбран победитель. Одной из песен, представленной на отборе, была Il y a des rues.
Леклерк уже становился представителем Бельгии на «Евровидении-1956».

## Страны, отдавшие баллы Бельгии
Жюри каждой страны из десяти человек распределяло 10 баллов между понравившимися песнями
| Отдали Бельгии… | Отдали Бельгии…        |
| 5 баллов        | 1 балл                 |
| --------------- | ---------------------- |
| Германия        | Швейцария Дания Швеция |

## Страны, получившие баллы от Бельгии
| 4 балла | Италия                          |
| 2 балла | Швейцария                       |
| 1 балл  | Франция Германия Швеция Австрия |